# We Remain
 «We Remain»—en español: «Seguimos Siendo»—es una canción pop-music/balada de la cantante de pop estadounidense Christina Aguilera; se trata del segundo sencillo de la banda sonora The Hunger Games: Catching Fire Original Motion Picture Soundtrack de la película Los juegos del hambre: en llamas (2013), de la secuela de Los juegos del hambre (2012). La canción fue escrita por Christina Aguilera, Mikky Ekko y los integrante de OneRepublic Ryan Tedder & Brent Kutzle. Su lanzamiento como sencillo oficial fue el 1 de octubre del año presente, después del primer sencillo de la banda sonora que estuvo bajo la voz de la banda británica Coldplay con "Atlas".
La canción recibió críticas favorables, entre ellas: The Huffington Post que llamó a la canción "una de las destacadas canciones de la banda sonora de la película". Mientras que la revista Rolling Stone aseguró que era una balada de gran sonido. Idolator señaló que era mejor que las baladas sobresalientes del álbum Lotus (2012) de Aguilera, además de comparar las otras canciones escritas por Ryan Tedder.

## Antecedentes

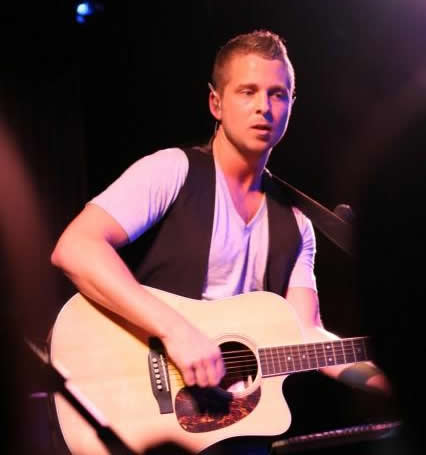
Dos de los integrantes de la banda OneRepublic ayudaron a coescribir la canción, entre ellos Ryan Tedder (imagen).

"We Remain" es el primer lanzamiento de Aguilera como artista solitario desde 2012 con su sencillo titulado "Your Body", del álbum Lotus. Por otro lado, luego de que Christina Aguilera terminara la promoción de "Feel This Moment" y "Hoy tengo ganas de ti" junto a los cantantes Pitbull y Alejandro Fernández respectivamente, lanzó una carta electrónica para sus fanáticos y asimismo un videoclip casero para la canción "Let There Be Love". Para entonces Aguilera volvió como juez principal del programa de canto estadounidense The Voice y apareció en la portada de la revista para caballeros Maxim de la edición del mes de octubre y en ese mismo periodo publicó en sus redes sociales que participaría en la banda sonora The Hunger Games: Catching Fire Original Motion Picture Soundtrack de la película Los juegos del hambre: en llamas (2013), de la secuela de Los juegos del hambre (2012). Ella escribió: "Me encanta el mensaje de tras de Los Juegos del Hambre. Próximamente mi nueva canción "We Remain", es especial con su significado y mensaje a mis fans y cómo me conecto con la película, por igual". Al día siguiente Aguilera publicó un pequeño adelanto de la canción de 90 segundos a través del sitio web de Yahoo! Music, el sitio web escribió: "¿Qué artista pop es más adecuada para una exitosa banda sonora que Christina Aguilera?; La cantante de soul se establece en contribuir con una canción original".
El 30 de septiembre de 2013 la canción "We Remain" fue enunciado como segundo sencillo de la banda sonora después de la canción "Atlas" que estuvo bajo la voz de la banda británica Coldplay. Con el anunciamiento como sencillo también se adjuntó su portada (cover) oficial de la canción en el sitio web de MTV, y que estaría disponible en las tiendas el 1 de octubre del mismo año en tiendas como iTunes y Amazon, mismo día en que salían los tickets para película en cines y el pre-orden de la banda sonora de la misma película. Cabe señalar que la canción se liberó a las tiendas digitales junto con la canción de Sia con The Weeknd y Diplo, "Elastic Heart", perteneciente a la misma banda sonora.

## Composición y letra
La canción es una balada pop, con duración de 4:00 (cuatro minutos) y fue escrita por dos de los integrantes de OneRepublic Ryan Tedder y Brent Kutzle, también por Christina Aguilera y Mikky Ekko, este último conocido por aparecer como artista invitado en la canción "Stay" (2013) de Rihanna. Por otra parte, un día después del anunciamiento de la participación de Aguilera en la banda sonora el grupo OneRepublic publicó en su cuenta de Twitter: "Ryan y Brent hicieron una canción para Los Juegos del Hambre con @Mikkyekko y @Xtina llamada "We Remain". Estamos muy entusiasmados con esto y ella suena brillante".
En cuanto a la letra de la canción se basa en la superación y fue escrita especialmente pensando en la película; una frase de la canción dice: "Así que me quema en el fuego / me ahoga con la lluvia / me voy a despertar gritando tu nombre / Sí soy un pecadora, sí, yo soy una santa / pase lo que pase aquí, pase lo que pase aquí, seguimos".

## Recepción

### Crítica
Ryan Reed de la revista Rolling Stone llamó a la canción "Un gran sonido de una balada  arena-pop", y agregó "seguro será un éxito en el Distrito 12" (una sociedad de ficción distópica en la que se establece la trilogía de Los juegos del hambre). The Huffington Post llamó a la pista "una de las destacadas canciones de la banda sonora" y señaló que la canción fue "generando con un montón de rumores. Una balada pesada que se encapsula con el espíritu y el poder de la heroína del juego, Katniss Everdeen". Sam Lansky para Idolator pensó que "We Remain" fue similar a las obras de Ryan Tedder, también escribió que "es sin duda más fuerte que cualquiera de las baladas sobreexcitados del álbum Lotus (2012), lo que lo hace sentir como un retorno refrescante para formar a los pocos fallos".

## Presentaciones en vivo
Se realizó una presentación el día 16 de diciembre de 2013 en el programa estadounidense de canto The Voice Christina Aguilera junto con su participante ganadora de su equipo -donde la misma Christina Aguilera funge como juez principal en dicho programa-.

## Formatos
| Versión original |                        |          |  |
| N.º              | Título                 | Duración |  |
| 1.               | «We Remain» (sencillo) | 04:00    |  |

## Listas
| Lista (2013)                                | Mejor posición |
| ------------------------------------------- | -------------- |
| Bélgica (Flandes) (Ultratip Bubbling Under) | 31             |
| Bélgica (Valonia) (Ultratip Bubbling Under) | 14             |
| Corea del Sur (GAON Download)               | 58             |
| Taiwán (KKBOX)                              | 9              |
| Estados Unidos (Digital Songs)              | 64             |

## Historial de lanzamiento
| País           | Fecha                | Formato                | Compañía                 |
| -------------- | -------------------- | ---------------------- | ------------------------ |
| Estados Unidos | 1 de octubre de 2013 | Descarga digital       | RCA, Republic            |
| Estados Unidos | 8 de octubre de 2013 | Contemporary hit radio | RCA, Republic, Lionsgate |